# Giải vô địch bóng đá thế giới 1982
Giải vô địch bóng đá thế giới 1982 là lần tổ chức thứ mười hai của Giải vô địch bóng đá thế giới, diễn ra ở Tây Ban Nha từ ngày 13 tháng 6 đến ngày 11 tháng 7 năm 1982. Đây là lần thứ 7 giải vô địch bóng đá thế giới được tổ chức tại châu Âu sau các năm 1934 tại Ý, 1938 tại Pháp, 1954 tại Thụy Sĩ, 1958 tại Thụy Điển, 1966 tại Anh và 1974 tại Tây Đức, và là lần đầu tiên được tổ chức tại một quốc gia thuộc bán đảo Iberia.
Linh vật chính thức của giải đấu là Naranjito, là một quả cam, một loại trái cây đặc trưng của Tây Ban Nha, mặc đồng phục của Đội tuyển bóng đá quốc gia Tây Ban Nha. Tên của quả cam xuất phát từ naranja trong tiếng Tây Ban Nha và có nghĩa là "quả cam", cùng với tiếp vị ngữ thân mật "-ito".
Đội tuyển Ý đã giành chức vô địch thế giới lần thứ ba sau khi đánh bại Tây Đức 3–1 trong trận chung kết được tổ chức tại sân vận động Santiago Bernabéu ở thủ đô Madrid, và là lần đầu tiên của họ kể từ năm 1938.

## Vòng loại
105 đội bóng tham dự vòng loại và được chia theo năm châu lục để chọn ra 22 đội vào vòng chung kết cùng với nước chủ nhà Tây Ban Nha và đội đương kim vô địch thế giới Argentina.

## Các sân vận động
17 sân vận động tại 14 thành phố đăng cai các trận đấu của giải:
| Madrid                             | Madrid | Barcelona | Barcelona |
| ---------------------------------- | --- | --- | --- |
| Sân vận động Santiago Bernabéu     | Sân vận động Vicente Calderón | Camp Nou | Sân vận động Sarrià |
| Sức chứa: 90.800                   | Sức chứa: 65.695 | Sức chứa: 97.679 | Sức chứa: 40.400 |
|                                    | | | |
| Sevilla                            | Sevilla | Bilbao | Valladolid |
| Sân vận động Ramón Sánchez Pizjuán | Sân vận động Benito Villamarín | Sân vận động San Mamés | Sân vận động José Zorrilla |
| Sức chứa: 68.110                   | Sức chứa: 50.253 | Sức chứa: 46.223 | Sức chứa: 29.990 |
|                                    | | | |
| Málaga                             | A CoruñaAlicanteBarcelonaBilbaoElcheGijónMadridMálagaOviedoSevillaValenciaValladolidVigoZaragozaGiải vô địch bóng đá thế giới 1982 (Tây Ban Nha) | A CoruñaAlicanteBarcelonaBilbaoElcheGijónMadridMálagaOviedoSevillaValenciaValladolidVigoZaragozaGiải vô địch bóng đá thế giới 1982 (Tây Ban Nha) | A CoruñaAlicanteBarcelonaBilbaoElcheGijónMadridMálagaOviedoSevillaValenciaValladolidVigoZaragozaGiải vô địch bóng đá thế giới 1982 (Tây Ban Nha) |
| Sân vận động La Rosaleda           | A CoruñaAlicanteBarcelonaBilbaoElcheGijónMadridMálagaOviedoSevillaValenciaValladolidVigoZaragozaGiải vô địch bóng đá thế giới 1982 (Tây Ban Nha) | A CoruñaAlicanteBarcelonaBilbaoElcheGijónMadridMálagaOviedoSevillaValenciaValladolidVigoZaragozaGiải vô địch bóng đá thế giới 1982 (Tây Ban Nha) | A CoruñaAlicanteBarcelonaBilbaoElcheGijónMadridMálagaOviedoSevillaValenciaValladolidVigoZaragozaGiải vô địch bóng đá thế giới 1982 (Tây Ban Nha) |
| Sức chứa: 34.411                   | A CoruñaAlicanteBarcelonaBilbaoElcheGijónMadridMálagaOviedoSevillaValenciaValladolidVigoZaragozaGiải vô địch bóng đá thế giới 1982 (Tây Ban Nha) | A CoruñaAlicanteBarcelonaBilbaoElcheGijónMadridMálagaOviedoSevillaValenciaValladolidVigoZaragozaGiải vô địch bóng đá thế giới 1982 (Tây Ban Nha) | A CoruñaAlicanteBarcelonaBilbaoElcheGijónMadridMálagaOviedoSevillaValenciaValladolidVigoZaragozaGiải vô địch bóng đá thế giới 1982 (Tây Ban Nha) |
|                                    | A CoruñaAlicanteBarcelonaBilbaoElcheGijónMadridMálagaOviedoSevillaValenciaValladolidVigoZaragozaGiải vô địch bóng đá thế giới 1982 (Tây Ban Nha) | A CoruñaAlicanteBarcelonaBilbaoElcheGijónMadridMálagaOviedoSevillaValenciaValladolidVigoZaragozaGiải vô địch bóng đá thế giới 1982 (Tây Ban Nha) | A CoruñaAlicanteBarcelonaBilbaoElcheGijónMadridMálagaOviedoSevillaValenciaValladolidVigoZaragozaGiải vô địch bóng đá thế giới 1982 (Tây Ban Nha) |
| Valencia                           | Zaragoza | Elche | Oviedo |
| Sân vận động Luis Casanova         | Sân vận động La Romareda | Manuel Martínez Valero | Sân vận động Carlos Tartiere |
| Sức chứa: 47.542                   | Sức chứa: 41.806 | Sức chứa: 53.290 | Sức chứa: 35.886 |
|                                    | | | |
| Gijón                              | Alicante | Vigo | A Coruña |
| Sân vận động El Molinón            | Sân vận động José Rico Pérez | Sân vận động Balaídos | Sân vận động Riazor |
| Sức chứa: 45.153                   | Sức chứa: 28.421 | Sức chứa: 33.000 | Sức chứa: 34.190 |
|                                    | | | |

## Trọng tài
| AFC - Ibrahim Youssef Al-Doy - Chan Tam Sun - Abraham Klein CAF - Benjamin Dwomoh - Yousef El-Ghoul - Belaid Lacarne CONCACAF - Rómulo Méndez - David Socha - Luis Paulino Siles - Mario Rubio Vázquez | CONMEBOL - Gilberto Aristizábal - Luis Barrancos - Juan Daniel Cardellino - Arnaldo Cézar Coelho - Gastón Castro - Arturo Ithurralde - Enrique Labo Revoredo - Héctor Ortiz UEFA - Paolo Casarin - Vojtech Christov - Charles Corver - Bogdan Dotchev - Walter Eschweiler - Erik Fredriksson - Bruno Galler | - António Garrido - Alojzy Jarguz - Augusto Lamo Castillo - Henning Lund-Sørensen - Damir Matovinović - Malcolm Moffat - Károly Palotai - Alexis Ponnet - Adolf Prokop - Nicolae Rainea - Miroslav Stupar - Michel Vautrot - Bob Valentine - Clive White - Franz Wöhrer OFC - Tony Boskovic |

## Phân nhóm
| Nhóm 1 | Nhóm 2                                                 | Nhóm 3                                              | Nhóm 4                                                               |
| --- | ------------------------------------------------------ | --------------------------------------------------- | -------------------------------------------------------------------- |
| - Tây Ban Nha (Chủ nhà) - Argentina (Đương kim vô địch) - Brasil (Hạng ba năm 1978) - Ý (Hạng tư năm 1978) - Tây Đức - Anh | - Áo - Liên Xô - Hungary - Ba Lan - Tiệp Khắc - Nam Tư | - Bỉ - Scotland - Bắc Ireland - Pháp - Chile - Perú | - Algérie - Cameroon - Kuwait - El Salvador - Honduras - New Zealand |

## Vòng bảng

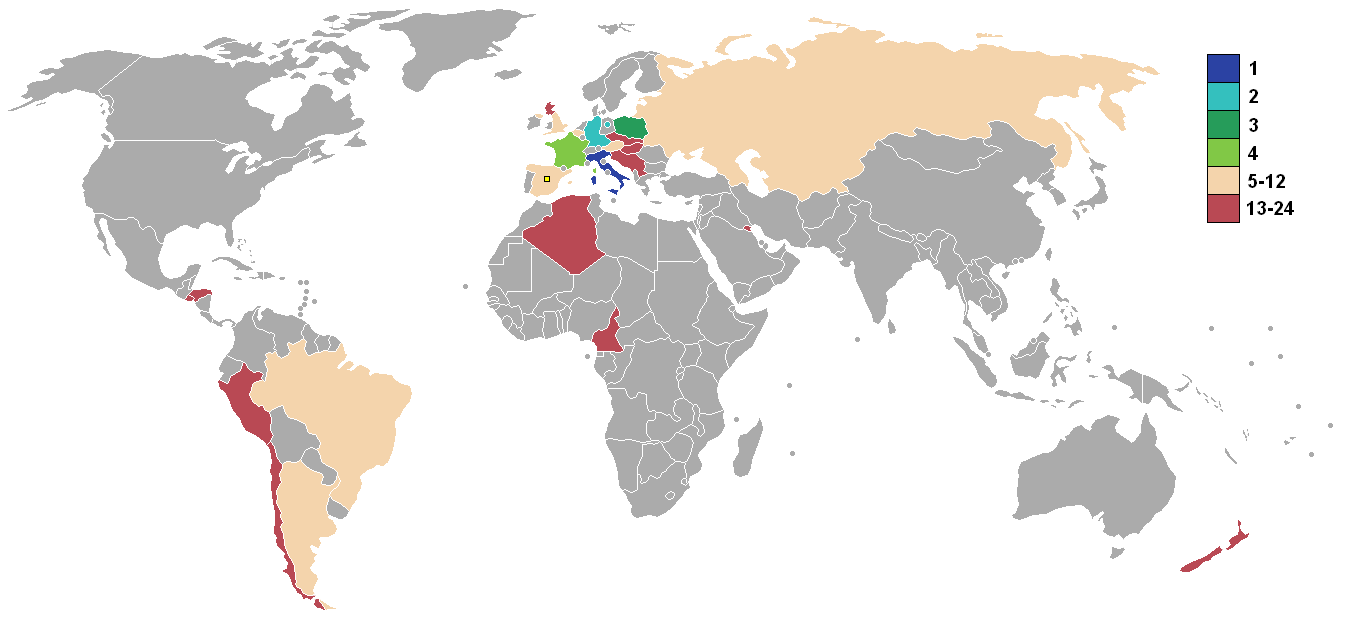
Vô địch
Á quân
Hạng ba
Hạng tư
Vòng 2
Vòng 1

| Vô địch Á quân | Hạng ba Hạng tư | Vòng 2 | Vòng 1 |

### Bảng 1
| Đội      | Tr | T | H | B | BT | BB | HS | Đ |
| -------- | -- | - | - | - | -- | -- | -- | - |
| Ba Lan   | 3  | 1 | 2 | 0 | 5  | 1  | +4 | 4 |
| Ý        | 3  | 0 | 3 | 0 | 2  | 2  | 0  | 3 |
| Cameroon | 3  | 0 | 3 | 0 | 1  | 1  | 0  | 3 |
| Perú     | 3  | 0 | 2 | 1 | 2  | 6  | −4 | 2 |

| Ý | 0–0      | Ba Lan |
| - | -------- | ------ |
|   | Chi tiết |        |

| Perú | 0–0      | Cameroon |
| ---- | -------- | -------- |
|      | Chi tiết |          |

| Ý         | 1–1      | Perú     |
| --------- | -------- | -------- |
| Conti 18' | Chi tiết | Díaz 83' |

| Ba Lan | 0–0      | Cameroon |
| ------ | -------- | -------- |
|        | Chi tiết |          |

| Ba Lan                                                         | 5–1      | Perú        |
| -------------------------------------------------------------- | -------- | ----------- |
| Smolarek 55' · Lato 58' · Boniek 61' · Buncol 68' · Ciołek 76' | Chi tiết | La Rosa 83' |

| Ý            | 1–1      | Cameroon   |
| ------------ | -------- | ---------- |
| Graziani 60' | Chi tiết | M'Bida 61' |

### Bảng 2
| Đội     | Tr | T | H | B | BT | BB | HS | Đ |
| ------- | -- | - | - | - | -- | -- | -- | - |
| Tây Đức | 3  | 2 | 0 | 1 | 6  | 3  | +3 | 4 |
| Áo      | 3  | 2 | 0 | 1 | 3  | 1  | +2 | 4 |
| Algérie | 3  | 2 | 0 | 1 | 5  | 5  | 0  | 4 |
| Chile   | 3  | 0 | 0 | 3 | 3  | 8  | −5 | 0 |

| Tây Đức        | 1–2      | Algérie                   |
| -------------- | -------- | ------------------------- |
| Rummenigge 67' | Chi tiết | Madjer 54' · Belloumi 68' |

| Chile | 0–1      | Áo            |
| ----- | -------- | ------------- |
|       | Chi tiết | Schachner 21' |

| Tây Đức                                | 4–1      | Chile       |
| -------------------------------------- | -------- | ----------- |
| Rummenigge 9', 57', 66' · Reinders 81' | Chi tiết | Moscoso 90' |

| Algérie | 0–2      | Áo                         |
| ------- | -------- | -------------------------- |
|         | Chi tiết | Schachner 55' · Krankl 67' |

| Algérie                       | 3–2    | Chile                            |
| ----------------------------- | ------ | -------------------------------- |
| Assad 7', 31' · Bensaoula 35' | Report | Neira 59' (ph.đ.) · Letelier 73' |

| Tây Đức      | 1–0      | Áo |
| ------------ | -------- | -- |
| Hrubesch 10' | Chi tiết |    |

### Bảng 3
| Đội         | Tr | T | H | B | BT | BB | HS  | Đ |
| ----------- | -- | - | - | - | -- | -- | --- | - |
| Bỉ          | 3  | 2 | 1 | 0 | 3  | 1  | +2  | 5 |
| Argentina   | 3  | 2 | 0 | 1 | 6  | 2  | +4  | 4 |
| Hungary     | 3  | 1 | 1 | 1 | 12 | 6  | +6  | 3 |
| El Salvador | 3  | 0 | 0 | 3 | 1  | 13 | −12 | 0 |

| Argentina | 0–1      | Bỉ              |
| --------- | -------- | --------------- |
|           | Chi tiết | Vandenbergh 62' |

| Hungary                                                                                            | 10–1     | El Salvador |
| -------------------------------------------------------------------------------------------------- | -------- | ----------- |
| Nyilasi 4', 83' · Pölöskei 11' · Fazekas 23', 54' · Tóth 50' · L. Kiss 69', 72', 76' · Szentes 70' | Chi tiết | Ramírez 64' |

| Argentina                                     | 4–1      | Hungary      |
| --------------------------------------------- | -------- | ------------ |
| Bertoni 26' · Maradona 28', 57' · Ardiles 60' | Chi tiết | Pölöskei 76' |

| Bỉ        | 1–0      | El Salvador |
| --------- | -------- | ----------- |
| Coeck 19' | Chi tiết |             |

| Bỉ                | 1–1      | Hungary   |
| ----------------- | -------- | --------- |
| Czerniatynski 76' | Chi tiết | Varga 27' |

| Argentina                            | 2–0      | El Salvador |
| ------------------------------------ | -------- | ----------- |
| Passarella 22' (ph.đ.) · Bertoni 52' | Chi tiết |             |

### Bảng 4
| Đội       | Tr | T | H | B | BT | BB | HS | Đ |
| --------- | -- | - | - | - | -- | -- | -- | - |
| Anh       | 3  | 3 | 0 | 0 | 6  | 1  | +5 | 6 |
| Pháp      | 3  | 1 | 1 | 1 | 6  | 5  | +1 | 3 |
| Tiệp Khắc | 3  | 0 | 2 | 1 | 2  | 4  | −2 | 2 |
| Kuwait    | 3  | 0 | 1 | 2 | 2  | 6  | −4 | 1 |

| Anh                          | 3–1      | Pháp      |
| ---------------------------- | -------- | --------- |
| Robson 1', 67' · Mariner 83' | Chi tiết | Soler 24' |

| Tiệp Khắc           | 1–1      | Kuwait        |
| ------------------- | -------- | ------------- |
| Panenka 21' (ph.đ.) | Chi tiết | Al-Dakhil 57' |

| Anh                             | 2–0      | Tiệp Khắc |
| ------------------------------- | -------- | --------- |
| Francis 62' · Barmoš 66' (l.n.) | Chi tiết |           |

| Pháp                                              | 4–1      | Kuwait          |
| ------------------------------------------------- | -------- | --------------- |
| Genghini 31' · Platini 43' · Six 48' · Bossis 89' | Chi tiết | Al-Buloushi 75' |

| Pháp    | 1–1      | Tiệp Khắc           |
| ------- | -------- | ------------------- |
| Six 66' | Chi tiết | Panenka 84' (ph.đ.) |

| Anh         | 1–0      | Kuwait |
| ----------- | -------- | ------ |
| Francis 27' | Chi tiết |        |

### Bảng 5
| Đội         | Tr | T | H | B | BT | BB | HS | Đ |
| ----------- | -- | - | - | - | -- | -- | -- | - |
| Bắc Ireland | 3  | 1 | 2 | 0 | 2  | 1  | +1 | 4 |
| Tây Ban Nha | 3  | 1 | 1 | 1 | 3  | 3  | 0  | 3 |
| Nam Tư      | 3  | 1 | 1 | 1 | 2  | 2  | 0  | 3 |
| Honduras    | 3  | 0 | 2 | 1 | 2  | 3  | −1 | 2 |

| Tây Ban Nha              | 1–1      | Honduras  |
| ------------------------ | -------- | --------- |
| López Ufarte 65' (ph.đ.) | Chi tiết | Zelaya 8' |

| Nam Tư | 0–0      | Bắc Ireland |
| ------ | -------- | ----------- |
|        | Chi tiết |             |

| Tây Ban Nha                     | 2–1      | Nam Tư     |
| ------------------------------- | -------- | ---------- |
| Juanito 14' (ph.đ.) · Saura 66' | Chi tiết | Gudelj 10' |

| Honduras  | 1–1      | Bắc Ireland   |
| --------- | -------- | ------------- |
| Laing 60' | Chi tiết | Armstrong 10' |

| Honduras | 0–1      | Nam Tư               |
| -------- | -------- | -------------------- |
|          | Chi tiết | Petrović 88' (ph.đ.) |

| Tây Ban Nha | 0–1      | Bắc Ireland   |
| ----------- | -------- | ------------- |
|             | Chi tiết | Armstrong 47' |

### Bảng 6
| Đội         | Tr | T | H | B | BT | BB | HS  | Đ |
| ----------- | -- | - | - | - | -- | -- | --- | - |
| Brasil      | 3  | 3 | 0 | 0 | 10 | 2  | +8  | 6 |
| Liên Xô     | 3  | 1 | 1 | 1 | 6  | 4  | +2  | 3 |
| Scotland    | 3  | 1 | 1 | 1 | 8  | 8  | 0   | 3 |
| New Zealand | 3  | 0 | 0 | 3 | 2  | 12 | −10 | 0 |

| Brasil                  | 2–1      | Liên Xô |
| ----------------------- | -------- | ------- |
| Sócrates 75' · Éder 87' | Chi tiết | Bal 34' |

| Scotland                                                     | 5–2      | New Zealand              |
| ------------------------------------------------------------ | -------- | ------------------------ |
| Dalglish 18' · Wark 30', 33' · Robertson 73' · Archibald 79' | Chi tiết | Sumner 54' · Wooddin 65' |

| Brasil                                       | 4–1      | Scotland  |
| -------------------------------------------- | -------- | --------- |
| Zico 33' · Oscar 49' · Éder 65' · Falcão 87' | Chi tiết | Narey 18' |

| Liên Xô                                   | 3–0      | New Zealand |
| ----------------------------------------- | -------- | ----------- |
| Gavrilov 25' · Blokhin 48' · Baltacha 69' | Chi tiết |             |

| Liên Xô                      | 2–2      | Scotland                 |
| ---------------------------- | -------- | ------------------------ |
| Chivadze 60' · Shengelia 84' | Chi tiết | Jordan 15' · Souness 87' |

| Brasil                                    | 4–0      | New Zealand |
| ----------------------------------------- | -------- | ----------- |
| Zico 28', 31' · Falcão 55' · Serginho 69' | Chi tiết |             |

## Vòng 2

### Bảng A
| Đội     | Tr | T | H | B | BT | BB | HS | Đ |
| ------- | -- | - | - | - | -- | -- | -- | - |
| Ba Lan  | 2  | 1 | 1 | 0 | 3  | 0  | +3 | 3 |
| Liên Xô | 2  | 1 | 1 | 0 | 1  | 0  | +1 | 3 |
| Bỉ      | 2  | 0 | 0 | 2 | 0  | 4  | −4 | 0 |

| Ba Lan              | 3–0      | Bỉ |
| ------------------- | -------- | -- |
| Boniek 4', 26', 53' | Chi tiết |    |

| Bỉ | 0–1      | Liên Xô       |
| -- | -------- | ------------- |
|    | Chi tiết | Oganesian 48' |

| Liên Xô | 0–0      | Ba Lan |
| ------- | -------- | ------ |
|         | Chi tiết |        |

### Bảng B
| Đội         | Tr | T | H | B | BT | BB | HS | Đ |
| ----------- | -- | - | - | - | -- | -- | -- | - |
| Tây Đức     | 2  | 1 | 1 | 0 | 2  | 1  | +1 | 3 |
| Anh         | 2  | 0 | 2 | 0 | 0  | 0  | 0  | 2 |
| Tây Ban Nha | 2  | 0 | 1 | 1 | 1  | 2  | −1 | 1 |

| Tây Đức | 0–0      | Anh |
| ------- | -------- | --- |
|         | Chi tiết |     |

| Tây Đức                      | 2–1      | Tây Ban Nha |
| ---------------------------- | -------- | ----------- |
| Littbarski 50' · Fischer 75' | Chi tiết | Zamora 82'  |

| Tây Ban Nha | 0–0      | Anh |
| ----------- | -------- | --- |
|             | Chi tiết |     |

### Bảng C
| Đội       | Tr | T | H | B | BT | BB | HS | Đ |
| --------- | -- | - | - | - | -- | -- | -- | - |
| Ý         | 2  | 2 | 0 | 0 | 5  | 3  | +2 | 4 |
| Brasil    | 2  | 1 | 0 | 1 | 5  | 4  | +1 | 2 |
| Argentina | 2  | 0 | 0 | 2 | 2  | 5  | −3 | 0 |

| Ý                          | 2–1      | Argentina      |
| -------------------------- | -------- | -------------- |
| Tardelli 57' · Cabrini 67' | Chi tiết | Passarella 83' |

| Argentina | 1–3      | Brasil                               |
| --------- | -------- | ------------------------------------ |
| Díaz 89'  | Chi tiết | Zico 11' · Serginho 66' · Júnior 75' |

| Ý                  | 3–2      | Brasil                    |
| ------------------ | -------- | ------------------------- |
| Rossi 5', 25', 74' | Chi tiết | Sócrates 12' · Falcão 68' |

### Bảng D
| Đội         | Tr | T | H | B | BT | BB | HS | Đ |
| ----------- | -- | - | - | - | -- | -- | -- | - |
| Pháp        | 2  | 2 | 0 | 0 | 5  | 1  | +4 | 4 |
| Áo          | 2  | 0 | 1 | 1 | 2  | 3  | −1 | 1 |
| Bắc Ireland | 2  | 0 | 1 | 1 | 3  | 6  | −3 | 1 |

| Áo | 0–1      | Pháp         |
| -- | -------- | ------------ |
|    | Chi tiết | Genghini 39' |

| Áo                           | 2–2      | Bắc Ireland       |
| ---------------------------- | -------- | ----------------- |
| Pezzey 50' · Hintermaier 68' | Chi tiết | Hamilton 27', 75' |

| Bắc Ireland   | 1–4      | Pháp                                  |
| ------------- | -------- | ------------------------------------- |
| Armstrong 75' | Chi tiết | Giresse 33', 80' · Rocheteau 46', 68' |

## Vòng đấu loại trực tiếp
|  | Bán kết                          | Bán kết |                                |       | Chung kết | Chung kết |
|  |                                  |         |                                |       |           |           |
|  | 8 tháng 7 – Barcelona (Camp Nou) |         |                                |       |           |           |
|  |                                  |         |                                |       |           |           |
|  | Ba Lan                           | 0       |                                |       |           |           |
|  | Ba Lan                           | 0       | 11 tháng 7 – Madrid (Bernabéu) |       |           |           |
|  | Ý                                | 2       |                                |       |           |           |
|  | Ý                                | 2       | Ý                              | 3     |           |           |
|  | 8 tháng 7 – Sevilla (Pizjuán)    |         | Ý                              | 3     |           |           |
|  |                                  | Tây Đức | 1                              |       |           |           |
|  | Tây Đức (pen.)                   | Tây Đức | 1                              | 3 (5) |           |           |
|  | Tây Đức (pen.)                   |         |                                | 3 (5) |           |           |
|  | Pháp                             | 3 (4)   |                                |       |           |           |
|  | Pháp                             | 3 (4)   | Tranh hạng ba                  |       |           |           |
|  |                                  |         |                                |       |           |           |
|  | 10 tháng 7 – Alicante            |         |                                |       |           |           |
|  |                                  |         |                                |       |           |           |
|  | Ba Lan                           | 3       |                                |       |           |           |
|  | Ba Lan                           | 3       |                                |       |           |           |
|  | Pháp                             | 2       |                                |       |           |           |

### Bán kết
| Ba Lan | 0–2      | Ý              |
| ------ | -------- | -------------- |
|        | Chi tiết | Rossi 22', 73' |

| Tây Đức                                                          | 3–3 (s.h.p.) | Pháp                                                  |
| ---------------------------------------------------------------- | ------------ | ----------------------------------------------------- |
| Littbarski 17' · Rummenigge 102' · Fischer 108'                  | Chi tiết     | Platini 26' (ph.đ.) · Trésor 92' · Giresse 98'        |
| Loạt sút luân lưu                                                |              |                                                       |
| Kaltz · Breitner · Stielike · Littbarski · Rummenigge · Hrubesch | 5–4          | Giresse · Amoros · Rocheteau · Six · Platini · Bossis |

### Tranh hạng ba
| Ba Lan                                      | 3–2      | Pháp                     |
| ------------------------------------------- | -------- | ------------------------ |
| Szarmach 40' · Majewski 44' · Kupcewicz 46' | Chi tiết | Girard 13' · Couriol 72' |

### Chung kết
| Ý                                        | 3–1      | Tây Đức      |
| ---------------------------------------- | -------- | ------------ |
| Rossi 57' · Tardelli 69' · Altobelli 81' | Chi tiết | Breitner 83' |

## Danh sách cầu thủ ghi bàn
6 bàn
- Paolo Rossi

| 5 bàn - Karl-Heinz Rummenigge | 4 bàn - Zico - Zbigniew Boniek | 3 bàn - Falcão - Alain Giresse - László Kiss - Gerry Armstrong |

2 bàn
| - Salah Assad - Daniel Bertoni - Diego Maradona - Daniel Passarella - Walter Schachner - Éder - Serginho - Sócrates | - Antonín Panenka - Trevor Francis - Bryan Robson - Bernard Genghini - Michel Platini - Dominique Rocheteau - Didier Six - László Fazekas | - Tibor Nyilasi - Gábor Pölöskei - Marco Tardelli - Billy Hamilton - John Wark - Klaus Fischer - Pierre Littbarski |

1 bàn
| - Lakhdar Belloumi - Tedj Bensaoula - Rabah Madjer - Osvaldo Ardiles - Ramón Díaz - Reinhold Hintermaier - Hans Krankl - Bruno Pezzey - Ludo Coeck - Alexandre Czerniatynski - Erwin Vandenbergh - Júnior - Oscar - Grégoire M'Bida - Juan Carlos Letelier - Gustavo Moscoso - Miguel Ángel Neira - Luis Ramírez - Paul Mariner - Maxime Bossis - Alain Couriol - René Girard - Gérard Soler | - Marius Trésor - Eduardo Laing - Héctor Zelaya - Lázár Szentes - József Tóth - József Varga - Alessandro Altobelli - Antonio Cabrini - Bruno Conti - Francesco Graziani - Abdullah Al-Buloushi - Faisal Al-Dakhil - Steve Sumner - Steve Wooddin - Rubén Toribio Díaz - Guillermo La Rosa - Andrzej Buncol - Włodzimierz Ciołek - Janusz Kupcewicz - Grzegorz Lato - Stefan Majewski - Włodzimierz Smolarek - Andrzej Szarmach | - Steve Archibald - Kenny Dalglish - Joe Jordan - David Narey - John Robertson - Graeme Souness - Andriy Bal - Sergei Baltacha - Oleg Blokhin - Aleksandre Chivadze - Yuri Gavrilov - Khoren Oganesian - Ramaz Shengelia - Juanito - Roberto López Ufarte - Enrique Saura - Jesús María Zamora - Paul Breitner - Horst Hrubesch - Uwe Reinders - Ivan Gudelj - Vladimir Petrović |

phản lưới nhà
- Jozef Barmoš (trận gặp Anh)

## Danh sách các cầu thủ nhận thẻ đỏ của trận đấu
- Américo Gallego
- Diego Maradona
- Ladislav Vízek
- Gilberto Yearwood
- Mal Donaghy

## Giải thưởng
- Quả bóng vàng:  Paolo Rossi
- Chiếc giày vàng:  Paolo Rossi

## Bảng xếp hạng giải đấu
| XH               | Đội         | Bg  | Tr | T | H | B | BT | BB | HS  | Đ. |
| ---------------- | ----------- | --- | -- | - | - | - | -- | -- | --- | -- |
| 1                | Ý           | 1/C | 7  | 4 | 3 | 0 | 12 | 6  | +6  | 11 |
| 2                | Tây Đức     | 2/B | 7  | 3 | 2 | 2 | 12 | 10 | +2  | 8  |
| 3                | Ba Lan      | 1/A | 7  | 3 | 3 | 1 | 11 | 5  | +6  | 9  |
| 4                | Pháp        | 4/D | 7  | 3 | 2 | 2 | 16 | 12 | +4  | 8  |
| Bị loại ở vòng 2 |             |     |    |   |   |   |    |    |     |    |
| 5                | Brasil      | 6/C | 5  | 4 | 0 | 1 | 15 | 6  | +9  | 8  |
| 6                | Anh         | 4/B | 5  | 3 | 2 | 0 | 6  | 1  | +5  | 8  |
| 7                | Liên Xô     | 6/A | 5  | 2 | 2 | 1 | 7  | 4  | +3  | 6  |
| 8                | Áo          | 2/D | 5  | 2 | 1 | 2 | 5  | 4  | +1  | 5  |
| 9                | Bắc Ireland | 5/D | 5  | 1 | 3 | 1 | 5  | 7  | −2  | 5  |
| 10               | Bỉ          | 3/A | 5  | 2 | 1 | 2 | 3  | 5  | −2  | 5  |
| 11               | Argentina   | 3/C | 5  | 2 | 0 | 3 | 8  | 7  | +1  | 4  |
| 12               | Tây Ban Nha | 5/B | 5  | 1 | 2 | 2 | 4  | 5  | −1  | 4  |
| Bị loại ở vòng 1 |             |     |    |   |   |   |    |    |     |    |
| 13               | Algérie     | 2   | 3  | 2 | 0 | 1 | 5  | 5  | 0   | 4  |
| 14               | Hungary     | 3   | 3  | 1 | 1 | 1 | 12 | 6  | +6  | 3  |
| 15               | Scotland    | 6   | 3  | 1 | 1 | 1 | 8  | 8  | 0   | 3  |
| 16               | Nam Tư      | 5   | 3  | 1 | 1 | 1 | 2  | 2  | 0   | 3  |
| 17               | Cameroon    | 1   | 3  | 0 | 3 | 0 | 1  | 1  | 0   | 3  |
| 18               | Honduras    | 5   | 3  | 0 | 2 | 1 | 2  | 3  | −1  | 2  |
| 19               | Tiệp Khắc   | 4   | 3  | 0 | 2 | 1 | 2  | 4  | −2  | 2  |
| 20               | Perú        | 1   | 3  | 0 | 2 | 1 | 2  | 6  | −4  | 2  |
| 21               | Kuwait      | 4   | 3  | 0 | 1 | 2 | 2  | 6  | −4  | 1  |
| 22               | Chile       | 2   | 3  | 0 | 0 | 3 | 3  | 8  | −5  | 0  |
| 23               | New Zealand | 6   | 3  | 0 | 0 | 3 | 2  | 12 | −10 | 0  |
| 24               | El Salvador | 3   | 3  | 0 | 0 | 3 | 1  | 13 | −12 | 0  |